# Anna Javorková
Anna Javorková (ur. 8 października 1952 w Rużomberku) – słowacka aktorka telewizyjna, filmowa i teatralna.
Studiowała aktorstwo w Wyższej Szkole Sztuk Scenicznych (VŠMU) w Bratysławie. 
W 2013 r. została laureatką nagrody DOSKY w kategorii najlepsza aktorka za rolę Klitajmestry w sztuce Oresteja.

## Filmografia (wybór)
- 1976: Jeden Stříbrný
- 2008: Mesto tieňov – serial telewizyjny
- 2009: Odsúdené – serial telewizyjny
- 2017: Rex – serial telewizyjny